# 2K China
2K China – chińskie przedsiębiorstwo zajmujące się produkcją gier komputerowych, założone w 2006 jako oddział 2K Games. Jego zadaniem było tworzenie i wydawanie gier na rynku chińskim, portowanie tytułów na inne platformy oraz pomoc w produkcji innym oddziałom 2K Games. Studio zostało zamknięte w 2015.

## Wyprodukowane gry
| Tytuł                                  | Rok wydania | Platformy                                        |
| -------------------------------------- | ----------- | ------------------------------------------------ |
| Major League Baseball 2K9              | 2009        | PlayStation 2                                    |
| NBA 2K10                               | 2009        | PlayStation Portable                             |
| BioShock 2                             | 2010        | Microsoft Windows, OS X, PlayStation 3, Xbox 360 |
| The Misadventures of P.B. Winterbottom | 2010        | Microsoft Windows                                |
| NHL 2K11                               | 2010        | iOS                                              |
| NBA 2K11                               | 2010        | PlayStation Portable                             |
| Borderlands Legends                    | 2012        | iOS                                              |